# Бокштейн, Самуил Зейликович
Самуил Зейликович Бокштейн (31 декабря 1910, Москва — 6 октября 1996) — советский и российский учёный-металлург, специалист в области авиационного металловедения, конструкционных материалов для аэрокосмической техники. Доктор технических наук, профессор. Лауреат Ленинской премии (1984 г.).

## Биография
Родился в Москве. Окончил Московский институт стали (1936), кандидат технических наук (1946), доктор технических наук (1953), профессор.
Работал в Московском авиационном институте и Академии авиационной промышленности, его деятельность была связана с проблемами материаловедения и физики металлов, авиационного металловедения, конструкционных материалов для аэрокосмической техники, жаропрочных никелевых сплавов. С 1936 г. по 1990 г. работал в ВИАМ, где прошёл путь от инженера до начальника отдела.

## Научная и педагогическая деятельность
С. З. Бокштейн является пионером в области использования радиоизотопных методов в физическом металловедении, создателем пользующейся международной известностью научной школы в этом направлении. Главные научные результаты относятся к установлению связи между составом, структурой и свойствами металлических сплавов, роли фазовых превращений, диффузии, поверхностей раздела.
Под его руководством успешно защитили диссертации более 40 человек. Автор и соавтор 10 монографий, свыше 200 научных публикаций, многие из которых переведены на иностранные языки. В числе основных трудов С. З. Бокштейна книги: «Конструкционные стали, легированные хромом и марганцем», «Основы легирования стали», «Структура и механические свойства легированной стали», «Процессы диффузии, структура и свойства металлов», «Авторадиография поверхностей раздела и структурная стабильность сплавов» и др.

## Семья
Сын — Борис Самуилович Бокштейн, металловед.

## Признание
Лауреат Ленинской премии (1984). Награждён орденами Трудового Красного Знамени (1971), «Знак Почета» (1945), медалями.